# Film sovietici proposti per l'Oscar al miglior film straniero
Nel corso degli anni, alcuni film sovietici sono stati candidati al Premio Oscar nella categoria miglior film straniero.
L'Unione Sovietica ha vinto 3 statuette, per un totale di 9 nomination.
| Anno | Film                                                                              | Regia                                        | Risultato     |
| ---- | --------------------------------------------------------------------------------- | -------------------------------------------- | ------------- |
| 1964 | L'infanzia di Ivan (Ivanovo detstvo, Иваново детство)                             | Andrej Tarvoskij                             | Non candidato |
| 1965 |                                                                                   |                                              |               |
| 1966 |                                                                                   |                                              |               |
| 1967 |                                                                                   |                                              |               |
| 1968 |                                                                                   |                                              |               |
| 1969 | Guerra e pace (Voyna i mir, Война и мир)                                          | Sergej Bondarčuk                             | Vincitore     |
| 1970 | I fratelli Karamazov (Bratya Karamazovy, Братья Карамазовы)                       | Kirill Lavrov, Ivan Pyr'ev, Michail Ul'janov | Candidato     |
| 1971 |                                                                                   |                                              |               |
| 1972 | Una pioggia di stelle (Čajkovskij, Чайкoвский)                                    | Igor' Talankin                               | Candidato     |
| 1973 | Qui le albe sono quiete (A zori zdes' tichie, А зори здесь тихие)                 | Stanislav Rostockij                          | Candidato     |
| 1974 | Osvoboždenie (Освобождение)                                                       | Jurij Ozerov                                 | Non candidato |
| 1975 | Lyutyy (Лютый)                                                                    | Tolomush Okeyev                              | Non candidato |
| 1976 | Dersu Uzala - Il piccolo uomo delle grandi pianure (Dersu Uzala, Дерсу Узала)     | Akira Kurosawa                               | Vincitore     |
| 1977 | Hanno combattuto per la patria (Oni srazhalis za rodinu, Они сражались за родину) | Sergej Bondarčuk                             | Non candidato |
| 1978 | L'ascesa (Woschozdenie, Восхождение)                                              | Larisa Šepit'ko                              | Non candidato |
| 1979 | Bim bianco dall'orecchio nero (Belyj Bim - Čërnoe ucho, Белый Бим Черное ухо)     | Stanislav Rostockij                          | Candidato     |
| 1980 | Maratona d'autunno (Ossenij marafon, Осенний марафон)                             | Georgij Danelija                             | Non candidato |
| 1981 | Mosca non crede alle lacrime (Moskva slezam ne verit, Москва слезам не верит)     | Vladimir Men'šov                             | Vincitore     |
| 1982 | O sport, ty - mir! (О спорт, ты - мир!)                                           | Jurij Ozerov                                 | Non candidato |
| 1983 | Vita privata (Chastnaya zhizn, Частная жизнь)                                     | Julij Rajzman                                | Candidato     |
| 1984 | Tema (Vassa, Васса)                                                               | Gleb Panfilov                                | Non candidato |
| 1985 | Romanzo del tempo di guerra (Voenno - Polevoj roman, Военно-полевой роман)        | Pyotr Todorovsky                             | Candidato     |
| 1986 | Va' e vedi (Idi i smotri, Иди и смотри)                                           | Elem Klimov                                  | Non candidato |
| 1987 | Čujaia Belaia i Riaboi (Чужая белая и рябой)                                      | Sergej Solovyov                              | Non candidato |
| 1988 | Pentimento (Pokayaniye / Monanieba, Покаяние/მონანიება)                           | Tengiz Abuladze                              | Non candidato |
| 1989 | La commissaria (Kommissar, Комиссар)                                              | Aleksandr Askol'dov                          | Non candidato |
| 1990 | Città Zer (Gorod Zero, Город Зеро)                                                | Karen Šachnazarov                            | Non candidato |
| 1991 | Taxi Blues (Taksi-Blyuz, Такси-блюз)                                              | Pavel Lungin                                 | Non candidato |
| 1992 | Izydil! (Изыди!)                                                                  | Dmitry Astrakhan                             | Non candidato |

| Non candidato | : il film è stato proposto dall'Unione Sovietica, ma non è stato candidato dall'Academy of Motion Picture Arts and Sciences |
| Short-list    | : il film è entrato nella "short-list" stilata a gennaio dei nove candidati per l'Oscar al miglior film straniero           |
| Candidato     | : il film è entrato a far parte dei cinque candidati per l'Oscar al miglior film straniero                                  |
| Vincitore     | : il film ha vinto l'Oscar al miglior film straniero                                                                        |